# انتخابات الرئاسة الأمريكية 1868
الانتخابات الرئاسية الأمريكية 1868 هي الانتخابات الرئاسية الأمريكية التي جرت في 3 نوفمبر 1868، لانتخاب رئيس الولايات المتحدة، فاز بالانتخابات يوليسيس جرانت.

## معرض صور

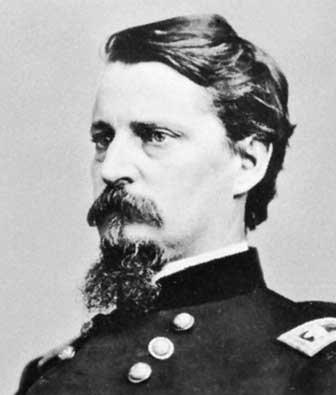
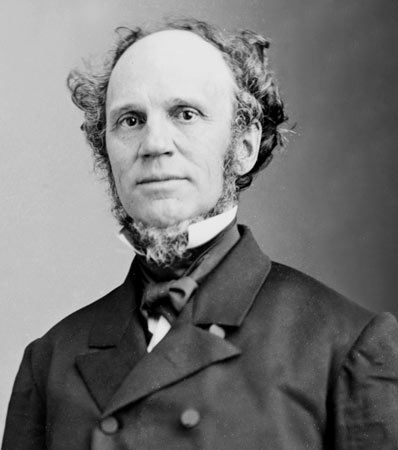
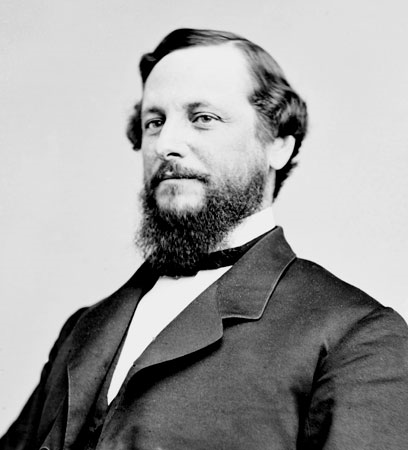
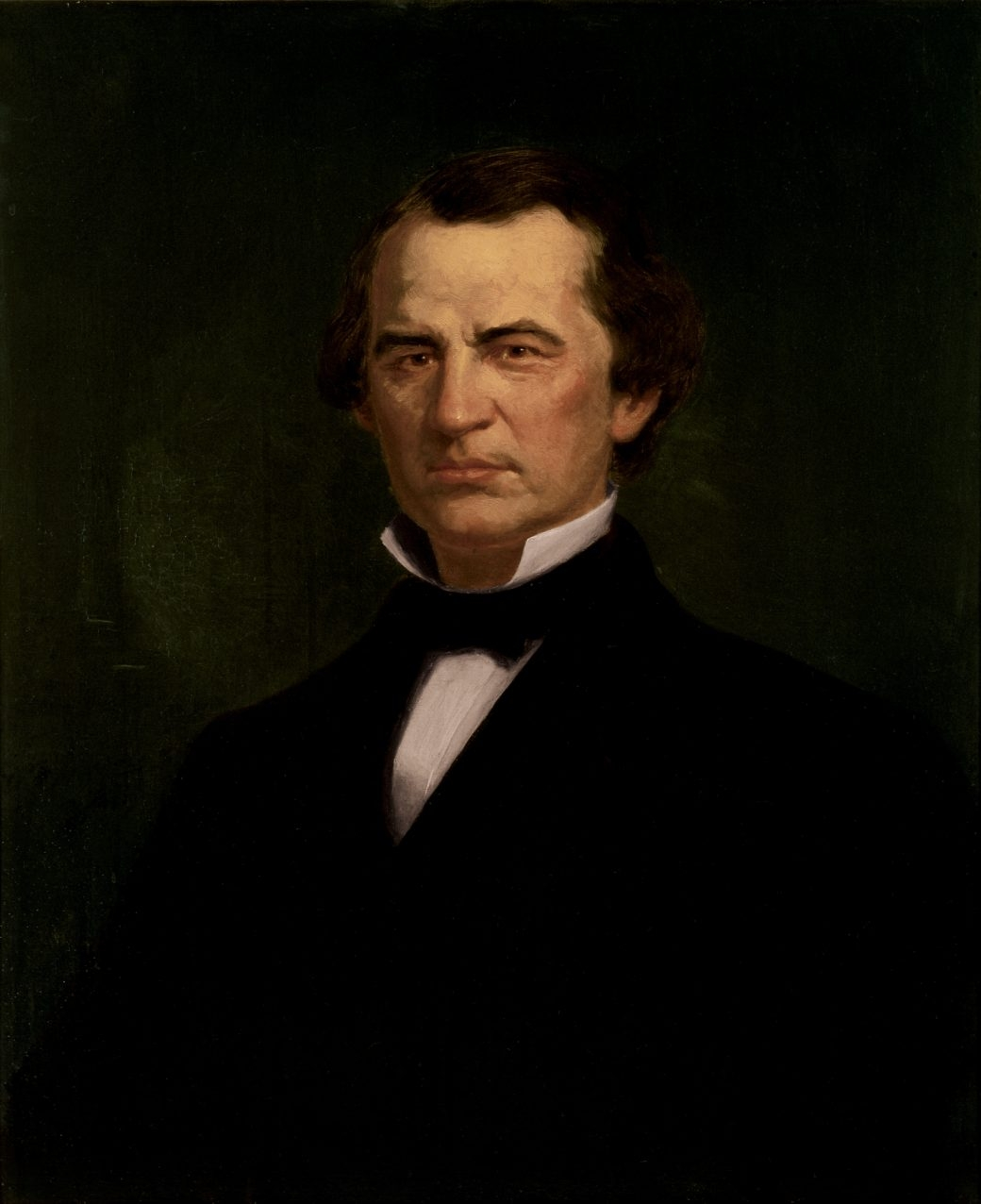

## المرشحين
| المرشح                        | الحزب | عدد الأصوات |
| ----------------------------- | ----- | ----------- |
| يوليسيس جرانت                 |       |             |
| هوراشيو سايمور (سياسي أمريكي) |       |             |